# Guido Gillarduzzi (bobbista)
Guido Gillarduzzi (Cortina d'Ampezzo, 6 luglio 1907 – Cortina d'Ampezzo, 29 luglio 1986) è stato un bobbista italiano, atleta ampezzano attivo a cavallo tra gli anni trenta e quaranta. Per due anni fece parte della nazionale italiana di bob ottenendo ottimi risultati.

## Altro
Guido è fratello dei bobbisti Sisto Gillarduzzi e Uberto Gillarduzzi.